# Wang Zhenglin
Wang Zhenglin, född 21 oktober 1912, död 30 april 2001, var en friidrottare från Kina. Han deltog vid olympiska sommarspelen 1936.